# DIN SPEC 33462
Die DIN SPEC 33462 ist eine nach dem PAS-Verfahren erstellte DIN-Spezifikation, die klar definierte und praktikable Vorgehensweise für die Erstellung von datenbasierten Personas festlegt.

## Inhalt
Die DIN SPEC 33462 orientiert sich an den Leitprinzipien der Kundenzentrierung, Customer Centricity genannt, und etabliert einen standardisierten und systematisierten Verfahrensablauf – ebenfalls anwendbar auf die Kandidatenzentrierung im Recruiting, Candidate Centricity genannt. Der standardisierte Prozess ist die Basis für die Etablierung eines Qualitätsstandards für datenbasierte Personas. Die Leitlinien sind als Orientierungshilfe zur Erstellung und Nutzung von datenbasierten Personas gedacht und sollen den beteiligten Stakeholdern den Prozess erleichtern. Die Leitlinien können als Ausgangspunkt genutzt und nach Bedarf und Kontext erweitert und angepasst werden.